# Procellaria westlandica
Procellaria westlandica là một loài chim trong họ Procellariidae.